# Nahnatchka Khan
Nahnatchka Khan (Las Vegas, 17 giugno 1973) è una regista, sceneggiatrice e produttrice televisiva statunitense.

## Biografia
Nata a Las Vegas e cresciuta alle Hawaii, Nahnatchka Khan ha studiato presso la USC School of Cinematic Arts. Ha avviato la sua carriera sceneggiando la serie animata Pepper Ann, la prima della Disney Television Animation creata da una donna. Dal 2005 ha lavorato per American Dad!, mentre negli anni 2010 è stata showrunner delle serie Non fidarti della str**** dell'interno 23 e Fresh Off the Boat, rinnovate rispettivamente per due e sei stagioni. Nel 2019 ha esordito come regista con il film Netflix Finché forse non vi separi.

## Filmografia

### Cinema

#### Regista
- Finché forse non vi separi (Always Be My Maybe) (2019)
- Totally Killer (2023)

### Televisione

#### Regista
- Non fidarti della str**** dell'interno 23 (Don't Trust the B---- in Apartment 23) – serie TV (2012-2013)
- Fresh Off the Boat – serie TV (2015-2020)

#### Sceneggiatrice
- Ricreazione (Recess) - serie TV (1997)
- Pepper Ann - serie TV (1997-2000)
- Undergrads - serie TV (2001)
- Le cose che amo di te (What I Like About You) - serie TV (2003)
- Good Morning, Miami - serie TV (2003-2004)
- Le nuove avventure di Scooby-Doo - (What's New, Scooby-Doo?) serie TV (2003-2005)
- Unfabulous - serie TV (2004-2007)
- American Dad! - serie TV (2005-2011)
- Non fidarti della str**** dell'interno 23 (Don't Trust the B---- in Apartment 23) – serie TV (2012-2013)
- Fresh Off the Boat – serie TV (2015-2020)
- Young Rock - serie TV (2021)

#### Produttrice
- Pepper Ann - serie TV (1997-2000)
- American Dad! - serie TV (2005-2011)